# Gelasmodes fasciata
Gelasmodes fasciata är en fjärilsart som beskrevs av W. Warren 1899. Gelasmodes fasciata ingår i släktet Gelasmodes och familjen mätare. Inga underarter finns listade i Catalogue of Life.